# خرم‌آباد (جوین)
خرم‌آباد روستایی از توابع بخش عطاملک و در شهرستان جوین استان خراسان رضوی ایران است.

## جمعیت
این روستا در دهستان حکم‌آباد قرار داشته و بر اساس سرشماری سال ۱۳۸۵ جمعیت آن ۱٬۴۷۹ نفر (۳۷۲ خانوار)
بوده است.